# Brigada Blanca
Brigada Blanca, oficialmente Brigada Especial, fue un grupo policiaco/paramilitar de la Dirección Federal de Seguridad (DFS) del Gobierno de México que existió entre 1976 y 1985. Cumplió tareas operativas del terrorismo de Estado que ejerció el gobierno de México contra integrantes, familiares y amigos de grupos opositores —principalmente la Liga Comunista 23 de Septiembre (LC23S)— utilizando espionajes, allanamientos de morada, cateos sin orden judicial, robos, detenciones arbitrarias, intervención de comunicaciones privadas, sabotajes, desapariciones forzadas, secuestros, torturas y asesinatos extrajudiciales en el marco de la así llamada Guerra sucia. Su responsable fue Miguel Nazar Haro.

## Historia
Tras el movimiento de 1968 en el país y la Matanza del Jueves de Corpus de 1971 que tuvieron desenlaces represivos, se formaron en el país diversos grupos opositores al Gobierno de México de distintas ideologías políticas dentro de la izquierda. Dentro de ellos algunos decidieron radicalizar sus acciones formando guerrillas tanto urbanas como rurales al considerar que las formas de lucha democráticas estaban cerradas. Entre ellas, la Federación de Estudiantes Revolucionarios, Fuerzas Armadas Revolucionarias del Pueblo, Frente Urbano Zapatista, Movimiento de Acción Revolucionaria (MAR) y la LC23S, entre otros. Se tiene registro de sus actividades contrainsurgentes desde 1972. Por su parte el gobierno de los Estados Unidos fomentó, basados en las ideas del anticomunismo y el macartismo, la creación de grupos contrainsurgentes en América Latina y formaron en su Escuela de las Américas a partir de los años 60, a diversos militares y policías de países de Latinoamérica, entre ellos algunos dirigentes e integrantes de la Brigada Blanca.
El 4 de junio de 1976 la LC23S realizó un ataque a una caseta de policía en Ciudad Azteca. Tras ello, se realizó en las oficinas de la DFS con Edmundo Arriaga López de esa institución, Miguel Nazar Haro de la Policía Judicial del Distrito Federal y Jesús Miyazawa Álvarez y Jorge Obregón Lima de la Dirección de Investigaciones Políticas y Sociales de la Secretaría de Gobernación. Por órdenes de Luis Echeverría Álvarez, se conformó una Brigada Especial dentro de la DFS, agencia de inteligencia del gobierno mexicano dependiente de la Secretaría de Gobernación, integrándola con 240 elementos provenientes de esa dependencia, la Procuraduría General de la República, la Procuraduría del Distrito Federal, la Dirección General de Policía y Tránsito del Departamento del Distrito Federal y la Procuraduría General del Estado de México. La brigada operó en los estados de Guerrero, Sinaloa, Chihuahua, Nuevo León, Jalisco, Puebla, Morelos, el Estado de México y la Ciudad de México. Le es dado por Miguel Nazar el nombre informal de Brigada Blanca en contraposición a la Brigada Roja de la LC23S, su comando en el Valle de México.
Las oficinas de la brigada estuvieron en Circular de Morelia no. 8, en la colonia Roma de la Ciudad de México. Dicho edificio se constituyó como un centro clandestino de detención transitorio. Dado su carácter secreto, se desconocían las características de este grupo, no aparecían listados en ninguna guía telefónica ni descritos en ningún documento público. La forma de referirse a ella entre los policías del país era "la BB" o "la Brigitte Bardot".
La Brigada Blanca desapareció ante la disolución de la DFS y la Dirección General de Investigaciones Políticas y Sociales el 27 de agosto de 1985 y el ascenso de otro grupo paramilitar, Grupo Jaguar, adscrito a la  División de Investigaciones para la Prevención de la Delincuencia y bajo las órdenes  de Arturo Durazo Moreno. Aún después de la disolución de la Brigada Blanca ninguna autoridad investigo los atropellos o excesos cometidos por la Brigada.

## Acciones de la brigada
La Brigada Blanca ejecutó el «Plan de Operaciones Número Uno: Rastreo» a partir del 4 de junio de 1976 con el fin de "investigar y localizar por todos los medios, a los miembros de la llamada Liga Comunista 23 de septiembre" (LC23S). Entre los integrantes de esta brigada se contó a Fernando Gutiérrez Barrios, Jorge Obregón Lima, Javier García Paniagua, José Salomón Tanús, Francisco Sahagún Baca y Luis de la Barreda Moreno, Jesús Miyazawa Álvarez, Gabriel Sosa Cuevas, entre otros. Las detenciones a menudo eran totalmente arbitrarias, como ejemplo de ello, un civil podría haber sido fácilmente detenido si portaba un ejemplar del periódico "Madera" principal órgano de difusión de la LC23S.
La brigada fue estructura de la siguiente manera:
- Una Comisión de Seguridad, integrada por los jefes de la DFS, la Policía Judicial Federal, la Policía Judicial del Distrito Federal, la Dirección General de Policía y Tránsito del Departamento del Distrito Federal y la Policía Militar. Su responsable fue Miguel Nazar Haro, su asesor jurídico Alfonso Cabrera Morales y su coordinador general Francisco Quirós Hermosillo.[21]
- El coordinador general tenía a cargo un Estado Mayor, conformado por un jefe del Grupo de Interrogadores, un jefe del Grupo de Información y Operaciones y un jefe del Control y Manejo de Administración. También, los ocho grupos operativos de la brigada, un grupo aéreo con helicópteros, y un grupo especial con equipos para manejo de explosivos, acciones con armamento especializado e intervención de comunicaciones.

Los elementos de esta brigada recibieron entrenamiento policiaco, militar y de contrainsurgencia en la sede del Segundo Batallón de Policía Militar en el Campo Militar Número Uno del Ejército Mexicano, en el caso de las operaciones en el Valle de México. La Brigada Blanca contó con siete acciones específicas:
- Alerta a la población sobre la existencia de la guerrilla urbana. A la par de las acciones que realizan los grupos operativos, avionetas y elementos de la DFS distribuyeron volantes donde, apelando al patriotismo, animaban a delatar a los miembros de la L23S y pegan fotos de sus integrantes, particularmente en las zonas populares donde tenía influencia. La acción genera situaciones de psicosis y falsas alarmas en la población. Igualmente la Brigada Blanca utilizó el sistema ciudadano de jefes de manzana como red de información para alertar a la policía sobre grupos de jóvenes que llegaran a diferentes zonas de la capital a habitar casas.
- Labores de vigilancia en zonas populares. Dada la ideología de la L23S y otras guerrillas de tipo marxista-leninista, se realizan redadas y patrullajes en zonas fabriles del Valle de México, en donde la liga hacia repartizas, es decir, repartía Madera periódico clandestino a obreros. Esta tarea la realizó el Grupo Zorba de Información, comando que infiltró a sus agentes haciéndolos pasar por taxistas, obreros o campesinos que detectaban estos repartos.
- Detención de familiares y amigos de integrantes. Esto se realiza en el circuito de represión Circular de Morelia no. 8 - Campo Militar Número Uno, convertido este último en una cárcel clandestina.
- Rastreo de casas de seguridad de la Liga. Esto se realiza mediante la búsqueda de sitios en zonas populares donde se reunieran jóvenes con apariencia estudiantil o haciendo seguimiento a quienes asistían a reuniones con este perfil en espacios públicos. Más tarde, se realiza esta misma labor con integrantes de la L23S que son detenidos, torturados y llevados en patrullas a identificar casas.
- Detención de militantes de la L23S, misma que se realiza de manera arbitraria, sin la mediación de una orden de aprehensión o turnando a las personas detenidas a un ministerio público
- Asesinato de los militantes, ya sea cuando oponen resistencia o se enfrentaban de manera armada a los agentes, o realizando ejecuciones extrajudiciales, o las personas detenidas fallecen a causa de la tortura o dentro de las cárceles clandestinas
- Centralización de la información de la L23S en un solo cuerpo de gobierno.

La operación habitual incluía la ocupación del sótano de Circular de Morelia no. 8 para el interrogatorio con tortura de las personas detenidas y el uso del Campo Militar Número Uno como cárcel. En ese sitio se decidía si se les conducía al Campo Militar, se les liberaba o asesinaba. Contaron con otras cárceles clandestinas e hicieron uso de instalaciones de cuarteles y zonas militares del ejército como el Cuartel Militar de Atoyac de Álvarez y la Base Aérea de Pie de la Cuesta en Acapulco para sus detenciones arbitrarias y ejecuciones. La operación de la brigada, según Nazar Haro, tenía la complacencia gubernamental de torturar, «lo menos que inspiraban los detenidos era compasión. Nos dijeron que había que ser duros, que eran las órdenes de mero arriba, y lo fuimos». Igualmente, la facultad de quedarse con el «botín de guerra», es decir, robar las pertenencias en los allanamientos que realizaban como parte de sus acciones. Igualmente realizaron acciones como el tributo de desagravio de detener y asesinar a integrantes de la guerrilla como el caso de Salvador Corral García, mismo del que sus restos fueron abandonados por agentes de la DFS cerca de la casa de la familia del empresario Eugenio Garza Sada, a quien secuestró y asesinó la LC23S. En sus operaciones, la brigada realizó detenciones arbitrarias y encarcelamientos ilegales, al carecer los detenidos de condiciones de debido proceso judicial como órdenes de aprehensión, presentación ante ministerios públicos, derecho a la defensa, realización de procesos judiciales, declaraciones libres de tortura y cometer asesinatos cuando en México está prohibida la pena de muerte. La brutalidad que se ejerce desde este grupo a sus víctimas impresiona incluso a integrantes de otras corporaciones policiacas. La DFS obligaba a los elementos de las policías locales a colaborar con sus agentes cuando la Brigada era requerida en operaciones fuera de la Ciudad de México.
Entre las tareas de terrorismo de Estado hacia grupos opositores al gobierno mexicano, se tienen documentadas las acciones siguientes efectuadas por integrantes de la Brigada Blanca:
- Detención arbitraria y desaparición forzada de Jesús Piedra Ibarra, integrante de la LCS23S.[11]
- Detención arbitraria, tortura, encarcelamiento y desaparición forzada de Alicia de los Ríos Merino, integrante de la LCS23S.[8] Integrantes de la brigada la integraron a sus operaciones en la identificación de casas de seguridad de la LC23S.[23]
- Detención arbitraria, tortura y encarcelamiento de Mario Álvaro Cartagena López «El Guaymas», integrante de la LCS23S. Cartagena afirmó que fue José Salomón Tanus quien lo torturó en el Campo Militar Número Uno.
- Detención arbitraria, encarcelamiento ilegal, tortura y desaparición forzada de Leticia Galarza Campos, integrante de la LCS23S.[24]
- Detención arbitraria, encarcelamiento ilegal y tortura de Alfredo Medina Vizcaíno.[23]
- Detención arbitraria, encarcelamiento ilegal y tortura de Wenceslao José García «Sam».[23]

## Búsqueda de verdad y justicia
Familiares de víctimas de la Brigada Blanca realizaron protestas y diversas acciones destinadas a detener las acciones de este organismo. En 1978 se registró la primera huelga de hambre de madres de víctimas con el fin de obtener justicia y la presentación con vida de las personas desaparecidas forzadamente.
Como respuesta el gobierno de José López Portillo emitió la Ley de amnistía de 1978, sin generar investigaciones judiciales. En 1988 Carlos Salinas de Gortari recibió a familiares de víctimas, sin generar investigaciones o acciones judiciales en contra de la brigada.
En 2001 un informe de la Comisión Nacional de los Derechos Humanos citó a la Brigada Blanca y a diversos integrantes de la misma como responsables del asesinato, desaparición forzada y tortura de 275 personas. En 2002, el Consejo de Guerra Militar de la Procuraduría General de Justicia Militar enjuició a los generales Mario Acosta Chaparro y al coordinador general de la brigada Francisco Quirós Hermosillo. Entre las acusaciones hechas por la fiscalía fue la integración de la Brigada «carente de sustento legal, cuyas tácticas eran completamente ilegales». Tanto Acosta como Quirós fueron degradados de sus cargos militares.
En 2020 el Gobierno de México inauguró el memorial Circular de Morelia en las ex oficinas de la brigada.